# 레오나르트 만델

레오나르트 만델(Leonard Mandel, 1927년 5월 9일 ~ 2001년 2월 9일)은 로체스터 대학 물리학 및 광학 Lee DuBridge 명예 교수이다. 이론 및 실험 광학에 지대한 공헌을 했으며 양자 광학 분야 창시자 중 의 하나로 널리 알려져 있다. 에밀 울프(Emil Wolf)와 함께 매우 유명한 저서인 《Optical Coherence and Quantum Optics》를 출판했다

## 생애
만델은 그의 아버지 로베르트(나프탈리) 만델이 동유럽에서 이주한 독일 베를린에서 태어났다.
그는 1947년에 수학과 물리학 학사 학위를, 1951년 영국 런던 대학교 버크벡 칼리지에서 핵 물리학 박사 학위를 받았다. 1951년 영국 Welwyn에 있는 임페리얼 화학 산업 주식회사(Imperial Chemical Industries Ltd) 기술 책임자가 되었다. 1955년에 임페리얼 칼리지 런던의 강사가 되었고 그후 선임 강사가 되어 계속 머물다, 1964년 로체스터 대학교 물리학 교수로 부임하였다.
만델은 광학적 결맞음, 레이저, 빛에 대한 양자 상호 작용 및 비고전적 상태의 문제를 다루는 260편 이상의 과학 논문을 발표했다. 에밀 울프 교수와 함께 결맞음및 양자 광학에 관한 로체스터 컨퍼런스(Rochester Conferences)로 알려진 일련의 국제 회의를 조직했는데, 이는 양자 광학 분야의 역사에 지대한 영향을 미쳤다. 만델은 약 24개의 과학 저널과 6개의 연구 기관의 평가자(referee)이었다. 1985년부터 1988년까지 미국 광학회 이사회 이사였으며 1970년부터 1976년까지 및 1982년부터 1983년까지 광학 학회지의 부 편집장이었다. 만델은 《피지컬 리뷰》및 《퀀텀 옵틱스》의 편집위원이었다. 만델은 획기적인 연구 외에도 뛰어난 교사로 알려졌고 1992년에는 로체스터 대학교에서 "Faculty Graduate Teaching Award"를 수상했다.

## 영향
제프 킴블과 에밀 울프는 피직스 투데이에서 그를 아래와 같이 평가하였다:
만델은 양자 광학 분야의 창시자 중 한 명으로 널리 알려져 있다. 양자 광학의 거의 모든 분야에서 중요한 공헌을 하였지만, 그의 연구 주제 중에서 가장 중심이 된 것은 통찰력있는 이론적 분석과 이 분야에서 랜드마크가 된 선구적인 실험을 통하여 빛의 본질을 탐구하는 것이었다. 양자 역학이 도입된 이후 빛의 양자적 측면에 대하여 그처럼 세밀하게 탐구하여 우리의 이해를 극적으로 발전시킨 이는 없다.(Mandel is widely credited as being one of the founding fathers of the field of quantum optics. Although he made seminal contributions across most of quantum optics, the central theme of his research was the exploration of the nature of light through insightful theoretical analyses and a set of pioneering experiments that have become landmarks in the field. Not since the beginning of quantum mechanics has an individual so intimately investigated and so dramatically advanced our understanding of the quantum aspects of light.)

## 수상
만델은 미국 광학회 및 미국 물리학회의 펠로우였으며 아래와 같은 상을 받았다.
- 1982 - 막스 보른 어워드 앤드 프라이즈(Max Born Award and Prize) - 만델은 미국 광학회(Optical Society of America)가 수여하는 막스 보른 상을 최초로 수상하였다.
- 1987 - 이탈리아 국립 연구위원회에서 수여하는 마르코니 메달.
- 1989 – 광학 분야의 저명한 연구로 토마스 영 메달 및 프라이즈(Thomas Young Medal and Prize)
- 1993 – 광학 전반에서의 탁월성을 인정받아 프레드릭 이브즈 메달(Frederic Ives Medal)
- 1994 - 뉴욕 과학 아카데미(New York Academy of Sciences) 회원으로 선출
- 1996 - 미국 예술 과학 아카데미 회원으로 선출
- 2001 - 미국 국립 과학 아카데미 회원으로 선출(사후)